# 橋本吉史
橋本 吉史（はしもと よしふみ、1979年11月2日 - ）は、ラジオ番組のプロデューサーで、2004年4月から2024年6月までTBSラジオ&コミュニケーションズ→TBSラジオに勤務。同局で担当していた番組では、「橋本Producer（プロデューサー）」の略称である「橋P」（はしピー）と呼ばれていた。
富山県高岡市出身。一橋大学商学部経営学科卒業。在学中は世界プロレスリング同盟に所属し「中条ピロシキ」のリングネームで学生プロレスを行っていた。大学卒業後、2004年TBSラジオ&コミュニケーションズ（現TBSラジオ）に入社。編成局制作センターに配属され、制作担当として『伊集院光 日曜日の秘密基地』と『ストリーム』のアシスタントディレクターとなる。『ストリーム』の吉田豪のコーナーでディレクターに上がり、『荒川強啓 デイ・キャッチ!』のディレクターなどを経て、2007年『ライムスター宇多丸のウィークエンド・シャッフル』を立上げ、プロデューサーを務めた。2009年事業局事業部に異動。編成局制作センターに復帰ののち、編成局編成部企画デスク兼制作部プロデューサー兼メディア推進局インターネット事業推進部所属。全日本シーエム放送連盟ACC TOKYO CREATIVITY AWARDSラジオCM部門審査員なども務める。
プロデューサーとして携わった番組でギャラクシー賞を複数回にわたって受賞している。ほかに、第42回でラジオ部門大賞、第43回・第51回でラジオ部門優秀賞、第53回でラジオ部門奨励賞。通称「橋P」を受賞。また、前述した『ウィークエンド・シャッフル』では、パーソナリティの宇多丸（RHYMESTER）が第46回ラジオ部門のDJパーソナリティ賞を受賞している。同番組が終了した2018年4月以降も、宇多丸がパーソナリティを務める『アフター6ジャンクション』を担当していた。
2度の婚姻歴がある。2016年7月11日には、担当番組に出演していた10歳年下の林みなほ（当時はTBSテレビのアナウンサー）と再婚。林はフリーアナウンサーへの転身や起業を経て、2017年11月に第一子（長男）を出産したが、2022年2月1日付で橋本との婚姻関係を解消（橋本にとっては2度目の離婚）。林は、橋本と離婚した旨を2022年7月に公表した際に、「お互いの自由を尊重しながら、自分たちらしい関係を長く続けられるように（同年の）年始から（橋本と）話し合いを重ねた結果、婚姻関係に縛られない関係へ移ることを決めた。もっとも、親の立場でチームを組みながら息子（長男）を育てていくことに変わりはない」と述べている。
2024年6月30日付でTBSラジオを退社。退社後は、「sai＆co.」（林が同年3月に設立した個人事務所）に籍を置きながら、「フリーランスのプロデューサー」として活動している。

## 担当番組
特記しない限り、TBSラジオで制作。

### プロデューサー
※は立ち上げた番組。
- 赤江珠緒 たまむすび
- 久米宏ラジオなんですけど
- 爆笑問題の日曜サンデー
- 鈴木おさむ 考えるラジオ
- ライムスター宇多丸のウィークエンド・シャッフル ※
- ランキングトークバラエティ ザ・トップ5 ※
- 週末お悩み解消系ラジオ ジェーン・スー相談は踊る ※
- ジェーン・スー 生活は踊る ※
- 都市型生活情報ラジオ 興味R ※
- アフター6ジャンクション ※

### ディレクター
- ストリーム
- 小島慶子 キラ☆キラ
- 伊集院光 日曜日の秘密基地
- 荒川強啓 デイ・キャッチ!

### その他
- スーパー・ササダンゴ・マシンのチェ・ジバラ（新潟放送、「牽引者」）

## 出演
- タマフルTHE MOVIE〜暗黒街の黒い霧〜（2011年、入江悠監督）